# Johann Heinrich Stein (Bankier)
Johann Heinrich Stein (* 11. März 1773 in Mannheim; † 18. Juni 1820 in Köln) war ein deutscher Bankier und der Begründer des gleichnamigen  Bankhauses J. H. Stein in Köln.

## Leben
Er kam 1790 nach Köln, wo er unter dem Einfluss der vordringenden revolutionären Ideen unangefochten die Spedition und Kommission von Kaufmannsgütern, verbunden mit Wechselgeschäften, in zunächst nur begrenztem Umfang, betreiben konnte. Stein beteiligte sich, zusammen mit Hubert Krings, im März 1794 als Geldgeber an einer Gerberei und Lederhandlung in Niederweßlingen (heute Wesseling), unter Fortführung seiner Kölner Handlung.
Am 16. Juni 1799 heiratete er die Arzttochter Katharina Maria Peill. Aus der Ehe gingen zwei Söhne (Johann Heinrich und Carl Martin) sowie fünf Töchter (Wilhelmine, Amalie, Pauline, Franziska Juliana und Johanna) hervor. Die Söhne (verheiratet mit Adelaide Herstatt bzw. Sophie Jung) wurden in den 1820er Jahren als Gesellschafter im Unternehmen aufgenommen. Wilhelmine wurde die Frau von Karl Eduard Schnitzler, der 1822 in das Bankhaus eintrat. Amalie heiratete Johann David Herstatt, genannt Iwan Herstatt, einen Bruder von Adelaide; er war Bankherr im Bankhaus Joh. Dav. Herstatt. Pauline wurde die Frau des Politikers Georg Jung, sie sind die Eltern von Salonnière Anna vom Rath. Franziska Juliana heiratete Ignatz Bürgers. Johanna heiratete den Elberfelder Kaufmann Carl Luckemeyer, sie sind die Eltern von Mathilde Wesendonck.